# Vladimir Dragomir
Vladimir Dragomir (n. 1944) este un deputat moldovean în Parlamentul Republicii Moldova, ales în Legislatura 2005-2009 pe listele Partidului Comuniștilor.